# Crkva sv. Blaža u Blažuju
Crkva sv. Blaža je bila rimokatolička crkva u Blažuju. Po crkvi je mjesto Blažuj ponijelo ime.

## Povijest
U 13. stoljeću bila je na ovom prostoru velika koncentracija posjeda Bosanske biskupije. 
S obzirom na sadržaj povelje izdane 1244. izvodi se zaključak da su katoličke crkve koncentrirane na području Sarajevskog polja raspoređene po župama koje bi trebale činiti jedan današnji dekanat ili omanju biskupiju sa središtem na lokaciji Brdo u župi Vrhbosna („Burdo in svpa Vrhbozna“). Blažujska crkva pripadala je tom dekanatu ili omanjoj biskupiji. Dominikanska bogomolja zabilježena je u 13. i 14. stoljeću.
Crkva je bila velika. Srušena u doba osmanske okupacije. Od srušene velike crkve sv. Blaža građevni materijal navodno je upotrijebljen za gradnju Begove džamije.
U Kasetićima kod Blažuja bili su posjedi ove crkve. U vakfiji Gazi Isa-begove zadužbine u Sarajevu iz 1462. spominje se mlin i njive u zaseoku Bolni u Kasetićima kod Blažuja. Mahala Kasetići je ispod brda Varače (ogranak Igmana). Kraj njive Veliki vakuf ima "mramorova" (stećaka) skoro u zemlju utonulih (grobovi Kasetića!). Narod za njive Veliki i Mali Vakuf govori da su nekad bile svojina nekadanje crkve u Blažuju. Do 1894. godine poviše Velikog Vakufa bila je kamena ploča s lijepo uklesanim križem preko cijele površine. Ploča je bila s katoličkog crkvenog imanja. Uzidana je pri gradnji u pravoslavnu crkvu u Blažuju. S obzirom na to da je pravoslavno stanovništvo mahom doseljeničko iz Crne Gore, Starog Vlaha i Hercegovine, svjedok predaje mogao je mjesnu predaju primiti samo od starosjedilačkog muslimanskog stanovništva.